# Westhofen (Hückeswagen)
Westhofen ist eine Ortschaft in Hückeswagen im Oberbergischen Kreis im Regierungsbezirk Köln in Nordrhein-Westfalen (Deutschland).

## Lage und Verkehrsanbindung
Westhofen liegt im westlichen Hückeswagen nahe Scheideweg. Weitere Nachbarorte sind Winterhagen, Westhoferhöhe, Schneppenthal, Heidt, Grünenthal und Kammerforsterhöhe.
Die Ortschaft liegt an der Landstraße 68 zwischen Scheideweg und Kammerforsterhöhe auf der Wasserscheide zwischen dem Bach Dörpe und dem Purder Bach. Der Schneppenthaler Bach entspringt südlich des Orts, das Quellgebiet des Purder Bachs liegt westlich.

## Geschichte
1374 wurde der Ort das erste Mal urkundlich erwähnt: „Das Kölner St. Ursulastift hat Einkünfte unter anderem aus dem Hof zo me Weshove“. Schreibweise der Erstnennung: zo me Weshove.
Im 18. Jahrhundert gehörte der Ort zum  bergischen Amt Bornefeld-Hückeswagen. 1815/16 lebten 25 Einwohner im Ort. 1832 gehörte Westhofen der Großen Honschaft an, die ein Teil der Hückeswagener Außenbürgerschaft innerhalb der Bürgermeisterei Hückeswagen war. Der laut der Statistik und Topographie des Regierungsbezirks Düsseldorf als Weiler kategorisierte Ort besaß zu dieser Zeit ein öffentliches Gebäude, zwei Wohnhäuser und vier landwirtschaftliche Gebäude. Zu dieser Zeit lebten 21 Einwohner im Ort, allesamt evangelischen Glaubens.
Im Gemeindelexikon für die Provinz Rheinland werden für 1885 sechs Wohnhäuser mit 47 Einwohnern angegeben. Der Ort gehörte zu dieser Zeit zur Landgemeinde Neuhückeswagen innerhalb des Kreises Lennep. 1895 besitzt der Ort sieben Wohnhäuser mit 76 Einwohnern, 1905 sechs Wohnhäuser und 49 Einwohner.

## Wander- und Radwege
Folgende Wanderwege führen an dem Ort vorbei:
- Der Hückeswagener Rundweg O